# ユッシ賞
ユッシ賞（Jussi Awards）は、フィンランドの映画製作に携わる監督、俳優、脚本家らに毎年贈られる映画賞である。

## 歴史

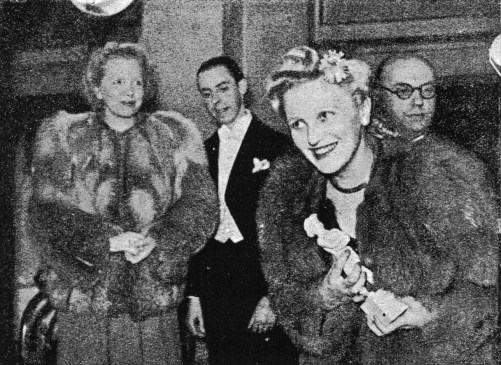
1944年に主演女優賞を獲得したアンサ・イコネン。

1944年11月16日、ヘルシンキのレストラン・アドロンで第1回ユッシ賞の授賞式が開催された。この賞はヨーロッパで最古の映画賞の1つである。
もともと賞の名前は「Aino」とする構想であったが、結局現在のユッシに決定した。この名称は1924年と1936年の映画『Pohjalaisia』の登場人物にちなんでいる。
賞はもともとElokuvajournalistitによって創設されたが、1960年代初頭にフィンランド映画界で働く300人あまりの会員を有するFilmiauraに移管した。この移管騒動があったために1960年と1961年は受賞者無しとなっている。

## トロフィー

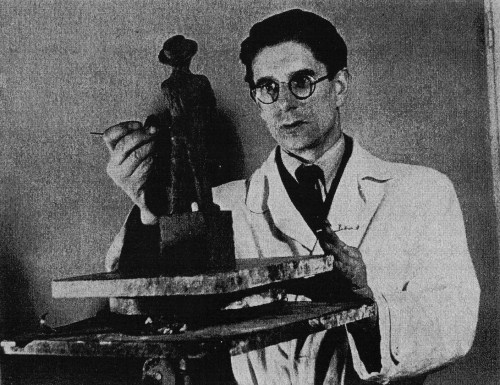
ユッシ賞のトロフィーをデザインした彫刻家のベン・レンヴァル。

ユッシ賞のトロフィーは前述の映画のキャラクターに基づき、帽子を被って立っている人物の石膏像となっている。これは彫刻家のベン・レンヴァルによって設計された。現在は息子のセッポ・レンヴァルが手作りしている。

## 部門
一般投票部門を除く全ての受賞者は260人の映画の専門家により構成された協会であるFilmiauraによる非公開投票によって決定される。部門は以下の通りである:
- 作品賞
- 監督賞
- 主演男優賞
- 主演女優賞
- 助演男優賞
- 助演女優賞
- 脚本賞
- 撮影賞
- 作曲賞
- 編集賞
- 音響デザイン賞
- プロダクションデザイン賞
- 衣裳デザイン賞
- ドキュメンタリー賞
- 観客賞
- ベトニ・ユッシ賞（生涯功労賞）